# San Juan del Río (Matías Romero)
San Juan del Río es una comunidad en el Municipio de Matías Romero Avendaño en el estado de Oaxaca. San Juan del Río está a 132 metros de altitud. 

## Geografía
Está ubicada a 17° 9' 1.8" latitud norte y 95° 9' 4.32" longitud oeste.

## Población
Según el censo de población de INEGI del 2010: la comunidad cuenta con una población total de 476 habitantes, de los cuales 229 son mujeres y 247 son hombres. Del total de la población 47 personas hablan alguna lengua indígena.

## Ocupación
El total de la población económicamente activa es de 169 habitantes, de los cuales 138 son hombres y 31 son mujeres.